# بحر الحداء
يُعد بحر الحِداء واحداً من بحور الشًّعر النبطي ، وقد كُتب من خلاله عدداً من القصائد النبطيّة المعروفة، ومنها قصيدة الشاعر القطري الحائز على لقب شاعر المليون في دورته الأولى محمد بن فطيس المري (يا مؤمن الريفي)، ويعد بحر الحِداء واحداً من أسهل بحور الشِّعر النبطيّ، و تفعيلته هي:

مس تف علن / مس تف علن / مس تف علن